# Ван Хайтао
Ван Хайта́о (кит. упр. 王海涛, пиньинь Wáng Hǎitāo; род. 2 декабря 1989, Харбин) — китайский кёрлингист на колясках.
В составе сборной Китая участник зимних Паралимпийских игр 2014, 2018, 2022. Чемпион зимних Паралимпийских игр 2018, 2022. Четырёхкратный чемпион мира.
Играет на позиции четвёртого. Скип команды.

## Достижения
- Зимние Паралимпийские игры: золото (2018, 2022).
- Чемпионат мира по кёрлингу на колясках: золото (2019, 2021, 2023, 2025), серебро (2015), бронза (2012, 2013, 2024).

## Команды
| Сезон   | Четвёртый  | Третий        | Второй        | Первый      | Запасной                                    | Турниры                                    |
| ------- | ---------- | ------------- | ------------- | ----------- | ------------------------------------------- | ------------------------------------------ |
| 2008—09 | Ван Хайтао | Лю Вэй        | Xu Guangqin   | Хе Чжун     | Liu Chunyu тренер: Ли Хунчэнь               | ЧМК 2009 (8 место)                         |
| 2010—11 | Ван Хайтао | Лю Вэй        | Xu Guangqin   | Хе Чжун     | Чжан Цян тренер: Ли Хунчэнь                 | ЧМК 2011 (квал. 2010) · ЧМК 2011 (5 место) |
| 2011—12 | Ван Хайтао | Лю Вэй        | Хе Чжун       | Xu Guangqin | Чжан Цян тренер: Ли Цзяньжуй                | ЧМК 2012                                   |
| 2012—13 | Ван Хайтао | Лю Вэй        | Xu Guangqin   | Хе Чжун     | Чжан Цян тренер: Ли Цзяньжуй                | ЧМК 2013                                   |
| 2013—14 | Ван Хайтао | Чжан Цян      | Лю Вэй        | Сюй Цингуан | Хе Чжун тренер: Ли Цзяньжуй                 | ЗПИ 2014 (4 место)                         |
| 2014—15 | Ван Хайтао | Чжан Цян      | Лю Вэй        | Xu Guangqin | Хе Чжун тренер: Ли Цзяньжуй                 | ЧМК 2015                                   |
| 2016—17 | Ван Хайтао | Лю Вэй        | Чэнь Цзяньсин | Xu Guangqin | Чжан Минлян тренер: Ли Цзяньжуй             | ЧМК 2017 (4 место)                         |
| 2017—18 | Ван Хайтао | Чэнь Цзяньсин | Лю Вэй        | Ван Мэн     | Чжан Цян тренер: Юэ Циншуан                 | ЗПИ 2018                                   |
| 2019—19 | Ван Хайтао | Чжан Минлян   | Xu Xinchen    | Янь Чжуо    | Чжан Цян тренер: Ли Цзяньжуй                | ЧМК 2019                                   |
| 2019—20 | Ван Хайтао | Чэнь Цзяньсин | Лю Вэй        | Ван Мэн     | Чжан Минлян тренер: Ли Цзяньжуй             | ЧМК 2020 (4 место)                         |
| 2020—21 | Ван Хайтао | Чэнь Цзяньсин | Чжан Минлян   | Янь Чжуо    | Сунь Юйлун тренеры: Юэ Циншуан, Zhao Ran    | ЧМК 2021                                   |
| 2021—22 | Ван Хайтао | Чэнь Цзяньсин | Чжан Минлян   | Янь Чжуо    | Сунь Юйлун тренер: Юэ Циншуан               | ЗПИ 2022                                   |
| 2022—23 | Ван Хайтао | Zhang Shuaiyu | Ян Цзиньцяо   | Ли Нана     | Чжан Минлян тренеры: Li Jianrui, Юэ Циншуан | ЧМК 2023                                   |
| 2023—24 | Ван Хайтао | Zhang Shuaiyu | Чжан Цян      | Янь Чжуо    | Peng Bing тренеры: Li Jianrui, Yang Hongbo  | ЧМК 2024                                   |
| 2024—25 | Ван Хайтао | Чэнь Цзяньсин | Чжан Минлян   | Ли Нана     | Чжан Цян тренеры: Li Jianrui, Юэ Циншуан    | ЧМК 2025                                   |

(скипы выделены полужирным шрифтом)